# Ministerialtidende
Ministerialtidende var en dansk officiel udgivelse, som blev udgivet af centraladministrationen fra 1871 til 2012.
Indholdet var bekendtgørelser, cirkulærer og øvrige administrative forskrifter fra ministerierne, ligesom det også oprindeligt rummede kongelige befalinger. Derudover kom væsentlige administrative afgørelser.
Ministerialtidende afløste i 1871 Departementstidende og bestod frem til 1976 af to bind kaldet afdeling A og afdeling B. Afdeling B bestod primært af legatfundatser. Fra 1976 eksisterede kun afdeling A.
Udgivelsen af Ministerialtidende blev gjort elektronisk i 2008 og indstilledes helt med udgangen af 2012.